# Riccia pseudopapillosa
Riccia pseudopapillosa là một loài rêu trong họ Ricciaceae. Loài này được Levier ex Steph. mô tả khoa học đầu tiên năm 1898.